# 茨城県道48号土浦竜ヶ崎線
茨城県道48号土浦竜ヶ崎線（いばらきけんどう48ごう つちうらりゅうがさきせん）は、茨城県土浦市から龍ケ崎市に至る県道（主要地方道）である。

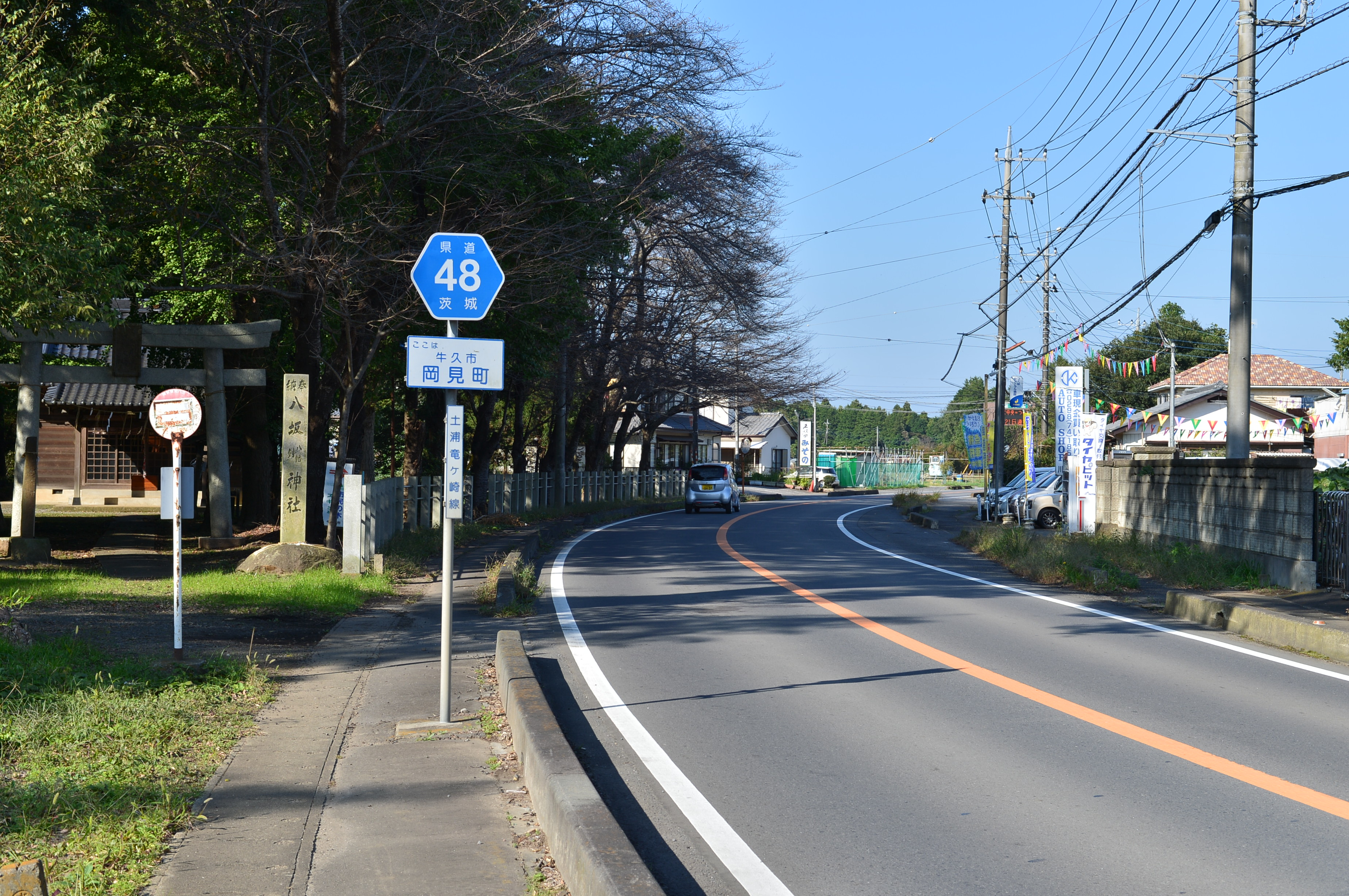
茨城県道48号土浦竜ヶ崎線
牛久市岡見町の岡見交差点付近（2015年10月）

## 概要
土浦市中央二丁目の国道125号から龍ケ崎市馴柴町の茨城県道5号竜ヶ崎潮来線までを縦貫する路線。途中、陸上自衛隊霞ヶ浦駐屯地を経由して首都圏中央連絡自動車道（圏央道）牛久阿見インターチェンジ (IC) と接続し、牛久市岡見町では国道408号と交差する。この現道の他に、土浦市小岩田で分岐して国道6号と並行するルートで稲敷郡阿見町住吉へ至るバイパス（都市計画道路 荒川沖木田余線）がある。現道の方は、2007年（平成19年）に開設された圏央道牛久阿見ICを中心にバイパス建設が進められている。

### 路線データ
- 起点：茨城県土浦市中央二丁目3番61地先（亀城公園北交差点＝国道125号交点）[1]
- 終点：茨城県龍ケ崎市馴柴町（馴柴東交差点＝茨城県道5号竜ヶ崎潮来線・茨城県道4号千葉竜ヶ崎線交点）
- 総延長：24.542 km[2]
- 重用延長：0.103 km[2]
- 未供用延長：なし[2]
- 実延長：24.439 km[2]
- 自動車交通不能区間延長[注釈 1]：0.079 km[2]
- 幅員
  - バイパス：30〜25m（車道部13m/4車線）[3]

## 歴史
1959年（昭和34年）10月14日、新たな県道として土浦市を起点とし、龍ケ崎市を終点とする区間を本路線として茨城県が県道路線認定した。1995年（平成7年）に整理番号48に変更されて現在に至る。また、バイパスの建設も進められており、2001年（平成13年）に都市計画道路 荒川沖木田余線の指定区間（土浦市 - 阿見町住吉）が開通。阿見町 - 牛久市間では、首都圏中央連絡自動車道との連携強化のため、2008年（平成19年）までに牛久阿見IC - 牛久市結束町間のバイパス道路が部分開通している。

### 年表
- 1959年（昭和34年）10月14日
  - 現在の路線が県道土浦竜ヶ崎線として路線認定される[4]。
  - 道路の区域は、土浦市小松町（現在の土浦市小松）の二級国道佐原熊ケ谷線（現在の国道125号）分岐から龍ケ崎市栄町の主要地方道取手潮来線交点までと決定された[5]。
- 1964年（昭和39年）7月3日：車両制限令第5条1項[注釈 2]に基づく指定区間を変更（路線対象番号67 土浦竜ヶ崎線：谷田部江戸崎線分岐点 - 竜ヶ崎江戸崎線交点→佐原熊谷線分岐点 - 竜ヶ崎潮来線交点）[6]。
- 1969年（昭和44年）12月11日：稲敷郡阿見町大字上小池字前畑 - 同字橋本の狭隘路（最小幅員2.5 m、延長144 m）を拡幅改良[7]。
- 1974年（昭和49年）9月2日：県道竜ヶ崎潮来線の経路変更にともない、終点が龍ケ崎市馴馬町から同市川原代町（馴柴交差点）に変更。路線延長が556 m短縮[8]。
- 1981年（昭和56年）7月2日：稲敷郡牛久町大字岡見の岡見交差点を前後する狭隘路（970 m）を拡幅改良して供用開始[9]。
- 1985年（昭和60年）3月15日：稲敷郡牛久町大字女化 - 龍ケ崎市馴柴町の新道（約2.5 km）が開通[10]。
- 1987年（昭和62年）10月24日：牛久市女化 - 龍ケ崎市若柴町（長山北交差点）の新道（約0.8 km）が開通[11]。
- 1988年（昭和63年）6月16日
  - 龍ケ崎市大字馴馬（富士見入口交差点） - 同市馴柴町3区の旧道（1.636 km）が指定解除され龍ケ崎市道へ降格[12]。
  - 牛久市女化 - 龍ケ崎市大字馴馬（富士見入口交差点）の旧道（1.625 km）が指定解除され、412 m区間は龍ケ崎市道へ降格し、その他は竜ヶ崎ニュータウン土地区画整理事業区域編入のため廃道になる[13]。
- 1990年（平成2年）4月9日：土浦市小松3丁目 - 同市小岩田1丁目の区間の現道拡幅及びバイパスを新設する道路区域（1.753 km）が決定[14]。
- 1992年（平成4年）10月22日：土浦市小岩田東1丁目 - 阿見住吉交差点 - 土浦市大字右籾（右籾3区交差点）のバイパスルートの道路区域（4.07 km）が決定[15]。
- 1993年（平成5年）5月11日：建設省から、県道土浦竜ヶ崎線が土浦竜ヶ崎線として主要地方道に指定される[16]。
- 1993年（平成5年）9月6日：稲敷郡阿見町大字小池 - 牛久市結束町のバイパスを新設する道路区域（2.54 km）が決定する[17]。
- 1995年（平成7年）3月30日：整理番号64から現在の番号（整理番号48）に変更される[18]。
- 2000年（平成12年）12月11日：阿見町大字荒川本郷 - 大字小池 - 牛久市結束町までバイパスを延伸する道路区域（2.82 km）及び牛久阿見インターチェンジ取付部分の道路区域（470 m）が決定する[19]。
- 2001年（平成13年）
  - 3月1日：牛久市岡見町 - 龍ケ崎市馴柴町の区間を、通行する車両の最大重量限度25トンの道路に指定[20]。
  - 5月7日：稲敷郡阿見町大字阿見（西郷） - 大字荒川本郷（阿見一区南）のバイパス延伸区間（2.12 km）の道路区域決定[21]。
  - 12月20日：土浦市小岩田東1丁目 - 稲敷郡阿見町荒川沖（阿見住吉交差点）のバイパス（約3.0 km）が開通する[22]。
- 2004年（平成16年）

  - 8月19日：土浦市霞ケ岡町 - 同市小岩田東1丁目の区間（約0.7 km）を拡幅4車線化供用開始[23]。
- 2007年（平成19年）3月9日：牛久市岡見町（国道408号・岡見下宿交差点） - 同市結束町（主要地方道土浦竜ヶ崎線現道）の新規バイパスの一部区間（1.42 km）が開通[24]。
- 2008年（平成20年）
  - 10月10日：土浦市小松3丁目（小松三丁目西 - 小松二丁目）の道路改良バイパス道路（0.4 km）が開通[25]。
  - 12月19日：阿見町小池（岡見中央交差点） - 牛久市岡見町（国道408号）までの新規バイパスの一部区間（910 m）が開通[26]。
- 2009年（平成21年）
  - 4月1日：稲敷郡阿見町住吉1丁目の一部区間を、通行する車両の最大重量限度25トンの道路に指定[27]。
  - 7月6日：阿見町大字小池（岡見中央交差点 - 牛久阿見IC入口）の新規バイパスの一部区間（930 m）が開通[28]。
- 2017年（平成29年）7月3日：土浦市小岩田東一丁目（現道分岐） - 同市右籾（県道203号・右籾3区交差点）の旧道（2.629 km）が県道指定解除され、土浦市道に降格[29]。
- 2019年（平成31年）2月25日：牛久市女化町の旧道（1.7 km）が牛久市に移管され、県道指定を解除[30]。
- 2023年（令和5年）
  - 3月30日：国道125号旧道移管に伴い、土浦市中央二丁目（亀城公園北交差点） - 小松三丁目（小松坂下交差点）を編入[1]。起点が小松坂下交差点から亀城公園北交差点に変更。
  - 4月1日：土浦市小松三丁目（小松坂下交差点） - 同市右籾（国道125号交点）を、通行する車両の総重量の最高限度25トンの道路に指定[31]。

## 路線状況
道路法の規定に基づき、土浦市小松（小松坂下交差点） - 稲敷郡阿見町住吉（阿見住吉交差点）間および、阿見町小池（牛久阿見IC） - 龍ケ崎市馴柴町（馴柴東交差点）間は、緊急輸送道路として機能を維持するため、災害発生時の被害拡大防止を目的に道路用地内に電柱を建てることが制限されている。
車両制限令の規定に基づき、以下の区間は通行する車両の高さの最高限度が4.1メートルである道路に指定している。
- 牛久市岡見町（阿見北交差点） - 同市岡見町（国道408号交点）（2004年3月22日指定）[33]。
- 土浦市小松三丁目（小松坂下交差点） - 土浦市右籾（国道125号阿見美浦バイパス交点）（2024年7月1日指定）[34]。

### バイパス
- 土浦竜ヶ崎線バイパス（土浦市小岩田 - 阿見町住吉）
茨城県の幹線道路である国道6号の渋滞緩和を目的として重点的に整備が進められ、国道6号の東側で平行するルートで、土浦市木田余（国道354号）と阿見町荒川沖（現在の阿見町住吉）を結ぶ都市計画道路荒川沖木田余線の一部区間として、2001年（平成13年）12月に開通した。この都市計画道路うち、土浦市小岩田西 - 阿見町住吉（主要地方道土浦稲敷線）の延長約3.0 km、4車線（片側2車線）の幹線道路が本県道路線に指定されている。また、この区間の延長上にあたる茨城県道263号土浦港線の一部・茨城県道25号土浦稲敷線バイパス・茨城県道272号牛久停車場線等と併せると、土浦市木田余から牛久市南まで延長約18 kmの道路が、国道6号に並行した一本の幹線道路となっている。
- 土浦竜ヶ崎線バイパス（阿見町実穀 - 牛久市結束町）
圏央道牛久阿見ICの利便性向上と国道408号岡見交差点との渋滞緩和の為に計画された路線で、阿見町実穀（主要地方道土浦稲敷線）から牛久市結束町（現道と合流）までの計画延長5.35 km、幅員30 - 25 m（車道部13m/計画4車線）のバイパスである。平成3年度に事業化され、2007年（平成19年）より牛久市側から部分開通しており、2015年3月現在、牛久阿見IC合流点（小池交差点）以南の3.26 km区間が暫定2車線にて開通している[3]。

### 重複区間
- 国道125号（土浦市中央二丁目（亀城公園北交差点）～小松（小松坂下交差点））
- 茨城県道203号荒川沖阿見線（阿見町住吉（住吉交差点） - 土浦市右籾（右籾3区交差点））

### 道路施設
- 親和橋（花室川、土浦市小岩田東 - 右籾）
- 小池橋（乙戸川、稲敷郡阿見町大字小池）
- 岡見大橋（小野川、牛久市岡見町 - 結束町）
- 岡見橋
牛久市岡見町 - 結束町の現道上にあり、牛久市内を流れる小野川に架かる橋。現橋は、1980年（昭和55年）3月に旧橋から架け替えられた[35]。
- 新岡見橋（小野川、牛久市岡見町 - 結束町）※バイパス

### 交通量
- 阿見町小池：5,231台/日（平成22年度）[3]

## 地理

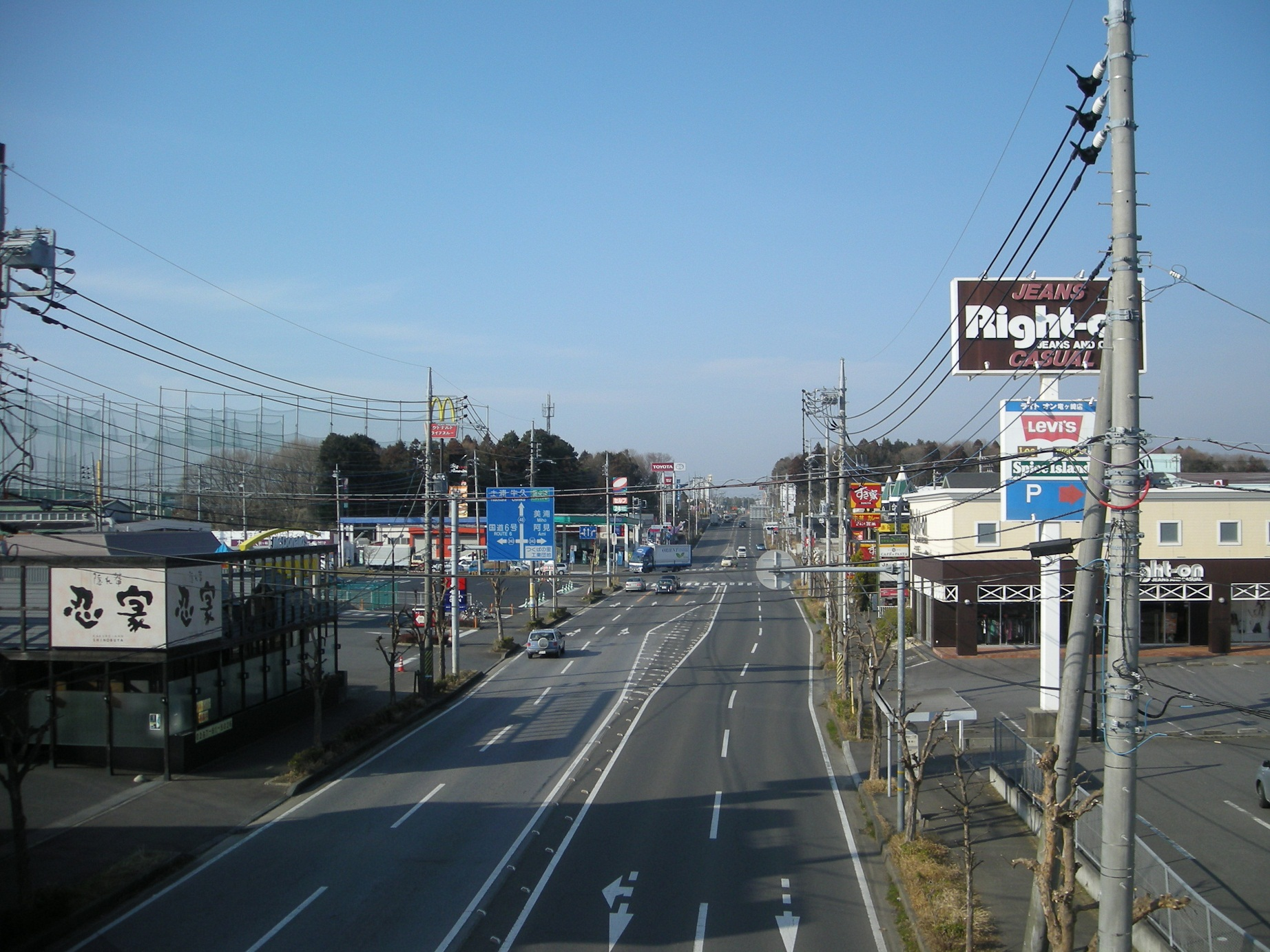
茨城県道48号土浦竜ヶ崎線
中根台4丁目交差点付近（龍ケ崎市中根台・久保台）

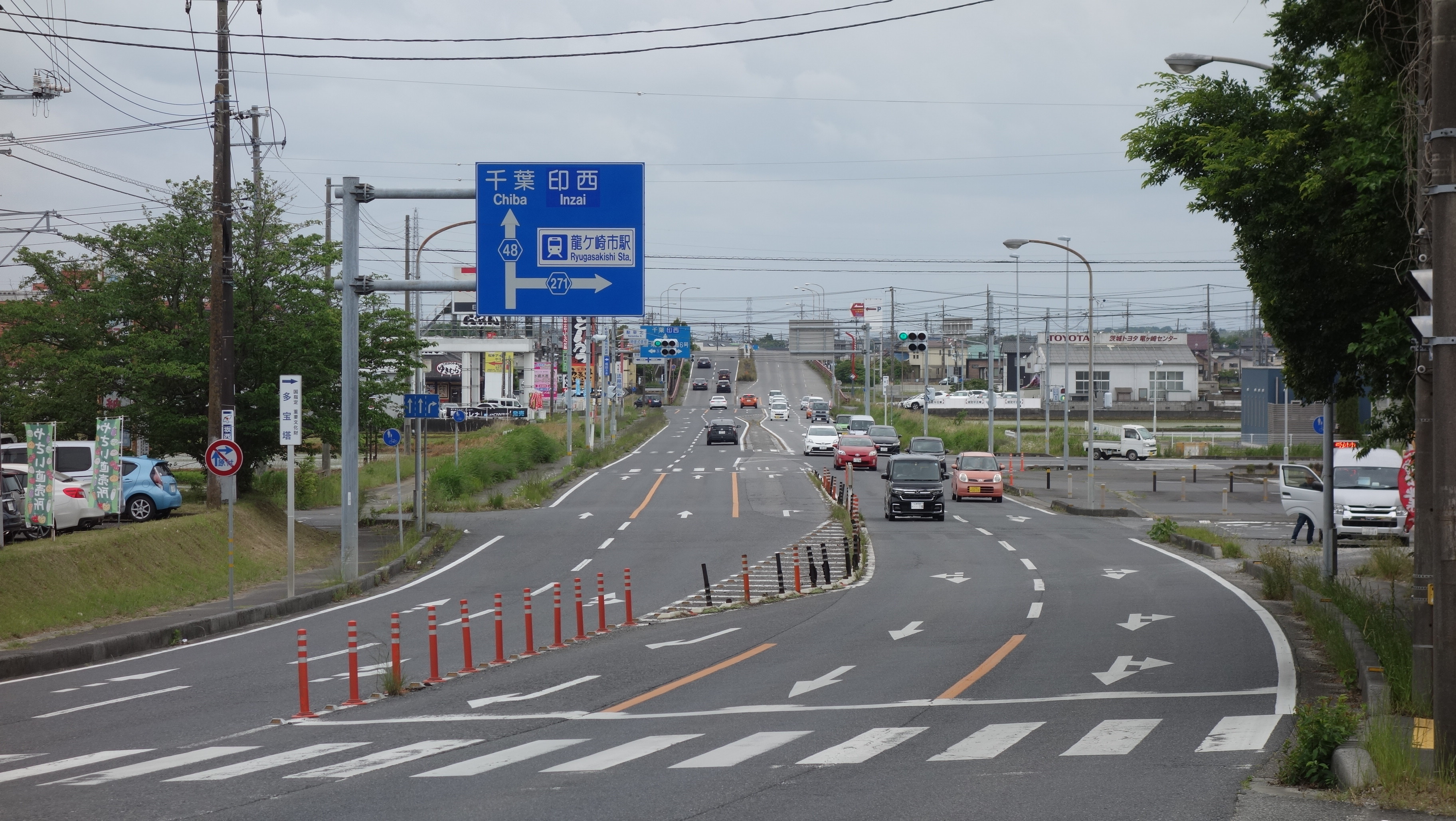
文化会館入口交差点から南西を望む。県道271号との交差点は馴柴東、奥の上り坂になる手前は県道48号終点の馴柴東交差点。(2023年5月)

### 通過する自治体
- 土浦市
- 稲敷郡阿見町
- 牛久市
- 龍ケ崎市

### 交差する道路
- 国道125号（土浦市小松・小松坂下交差点、起点）
- 国道125号阿見美浦バイパス（土浦市右籾）
- 茨城県道203号荒川沖阿見線（阿見町住吉・阿見住吉交差点～土浦市右籾・右籾3区交差点重複）
- 茨城県道25号土浦稲敷線（阿見町住吉 阿見住吉交差点、阿見町実穀 実穀交差点）
- 首都圏中央連絡自動車道 牛久阿見インターチェンジ（阿見町小池 小池交差点）
- 国道408号（牛久市岡見町・岡見交差点[注釈 3]、岡見下宿交差点[注釈 4]）
- 茨城県道243号八代庄兵衛新田線（龍ケ崎市中根台・中根台4丁目交差点）
- 茨城県道271号龍ケ崎市停車場線（龍ケ崎市馴柴町）
- 茨城県道5号竜ヶ崎潮来線・茨城県道4号千葉竜ヶ崎線（龍ケ崎市馴柴町・馴柴東交差点、終点）

### 沿線にある施設など
- 陸上自衛隊 霞ヶ浦駐屯地（土浦市右籾）
- 女化稲荷神社（龍ケ崎市馴馬町）
- 龍ケ崎市立久保台小学校（龍ケ崎市久保台2丁目）
- 竜ヶ崎ニュータウン（龍ケ崎市中根台・久保台）
- 龍ケ崎市文化会館（龍ケ崎市馴馬町）
- 龍ケ崎市歴史民俗資料館（龍ケ崎市馴馬町）
- 龍ケ崎市立中央図書館（龍ケ崎市馴馬町）